# 南乡子
南乡子，词牌名，本為唐教坊曲。該詞有單調、雙調。單調者始於歐陽炯詞，雙調者始於馮延巳詞。
單調二十七字，五句兩平韻、三仄韻；双调多為五十六字，上下阕各四平韵。

## 词牌格式
註：
平表示平聲，
仄表示仄聲，
仄表示本仄可平，
平表示本平可仄，粗體表示韻腳。

### 單調
單調二十七字，五句，兩平韻、三仄韻。

仄仄平平，仄平平仄仄平平。仄仄平平平仄仄，平仄。仄仄平平平仄仄。

例词：
- 歐陽炯

畫舸停橈。槿花籬外竹橫橋。水上遊人沙上女。回顧。笑指芭蕉林裏住。

### 雙調
雙調五十六字，前後段各五句四平韻，一韵到底。

仄仄仄平平，仄仄平平仄仄平。仄仄平平平仄仄，平平。仄仄平平仄仄平。
仄仄仄平平，仄仄平平仄仄平。仄仄平平平仄仄，平平。仄仄平平仄仄平。

例词：
- 馮延巳

細雨濕流光，芳草年年與恨長。回首鳳樓無限事，茫茫。鸞鏡鴛衾兩斷腸。
魂夢任悠揚，睡起楊花滿繡床。薄倖不來門半掩，斜陽。負你殘春淚幾行。
- 辛弃疾

何处望神州？满眼风光北固楼。千古兴亡多少事？悠悠。不尽长江滚滚流。
年少万兜鍪。坐断东南战未休。天下英雄谁敌手？曹刘！生子当如孙仲谋。
- 葉夢得

小院雨新晴，初聽黃鸝第一聲。滿地綠陰人不到，盈盈。一點孤花尚有情。
卻傍水邊行，葉底跳魚浪自驚。日暮小舟何處去，斜橫。衝破波痕久未平。

### 雙調變體
雙調五十四字，前後段各五句四平韻，一韵到底。

仄仄平平，仄仄平平仄仄平。仄仄平平平仄仄，平平。仄仄平平仄仄平。
仄仄平平，仄仄平平仄仄平。平仄仄平平仄仄，平平。平仄平平仄仄平。

- 歐陽脩

翠密紅繁。水國涼生未是寒。雨打荷花珠不定。輕翻。冷潑鴛鴦錦翅斑。
盡日憑欄。弄蕊拈花仔細看。偷得褭蹄新鑄樣。無端。藏在紅房粉豔間。